# Falls Road
 Der er for få eller ingen kildehenvisninger i denne artikel, hvilket er et problem. Du kan hjælpe ved at angive troværdige kilder til de påstande, som fremføres i artiklen.

Falls Road (på engelsk oftest: the Falls Road) (fra irsk: Bóthar na bhFál, der betyder de levende hegns vej) er hovedvejen gennem det vestlige Belfast i Nordirland og går fra Divis Street i Belfasts centrum til Andersonstown i de vestlige forstæder. Hovedparten af beboerne i kvarteret langs vejen er katolikker og republikanere, og IRA have betydelig opbakning i kvarteret under den nordirske konflikt 1969-98.[kilde mangler]. Falls Road er adskilt fra det overvejende protestantiske nabokvarter omkring Shankill Road af barierer kaldet fredsmure.  